# Montigny-le-Franc

Montigny-le-Franc este o comună în departamentul Aisne din nordul Franței. În 1 ianuarie 2022 avea o populație de 138 de locuitori.